# Utilitarism
Utilitarism eller nyttoetik är en teori inom normativ etik som föreskriver att den rätta handlingen (se konsekventialistisk etiklära) är den som maximerar nyttan, det vill säga maximera utfallet av lycka och minimera utfallet av lidande. Ofta sammanfattas läran lite felaktigt (se avsnittet Vad ska maximeras? nedan) i devisen största möjliga lycka åt största möjliga antal. Som lärans grundare brukar filosoferna Jeremy Bentham, James Mill och John Stuart Mill nämnas. Till de moderna utilitaristerna hör Peter Singer, Michel Onfray och Torbjörn Tännsjö. Utilitarismen är inte en enhetlig lära utan uppvisar stor variation.
Någon form av utilitarism är en av de vanligaste grundfilosofierna hos moderna moralfilosofer och samhällsvetenskapliga forskare.

## Handlings- kontra regelutilitarism
En tudelning av utilitarismen kan göras i handlingsutilitarism och regelutilitarism. Den förstnämnda och vanligaste formen av utilitarism menar att man ska handla så att konsekvenserna blir så goda som möjligt för alla individer i frågan. Den andra formen menar att man ska handla så att om handlingen skulle upphöjas till regel skulle den ge de bästa följderna. För att åskådliggöra skillnaden kan man tänka sig att tre patienter kommer in till ett sjukhus. Samtliga är döende men två av dem kan räddas om organ tas från den tredje och implanteras i de två. Handlingsutilitaristen skulle säga att man bör döda den ene så att de andra får leva. Regelutilitaristen säger att man inte ska döda någon (alltså låta samtliga dö) eftersom man om man skulle döda någon av patienterna för att ta dennes organ skulle undergräva förtroendet för sjukvården.

## Vad ska maximeras?

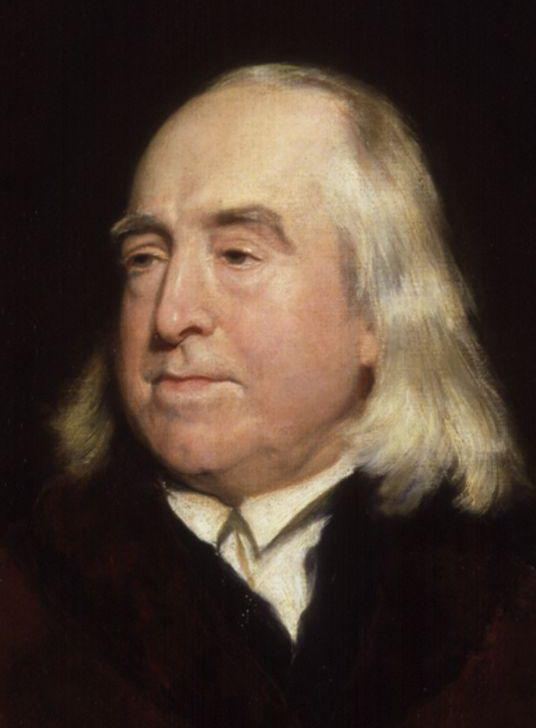
Jeremy Bentham (1748–1832) förespråkade hedonistisk utilitarism.

Säger man att man ska maximera det goda behöver man en definition av det goda. Att detta är svårt eller kanske till och med omöjligt (se det naturalistiska misstaget) är de flesta ense om. Alternativ till att maximera det goda är att maximera önskeuppfyllande (preferentialism) eller maximera uppfyllandet av vissa antagna allmänna önskningar (perfektionism eller objektiv lista). Så kallad nyttomaximering.
De tidiga utilitaristerna avsåg med det goda lycka eller lust och kallas därför hedonister. Ett exempel på kritik som riktats mot hedonistisk utilitarism är att handlingar som inte får mätbara försämringar för personer enligt den hedonistiska utilitarismen inte kan vara dåliga. Det spelar inte någon roll ifall min partner är trogen eller otrogen så länge det inte förändrar min, min partners eller någon annans lycka. Enligt vissa former av preferensutilitarism kan man däremot ha en preferens för att ens partner inte är otrogen, och om denna preferens dessutom är intrinsikal (man har den för sin egen skull, inte för att man blir lyckligare om ens partner inte är otrogen) så vore det moraliskt fel av ens partner att vara otrogen, allt annat lika.

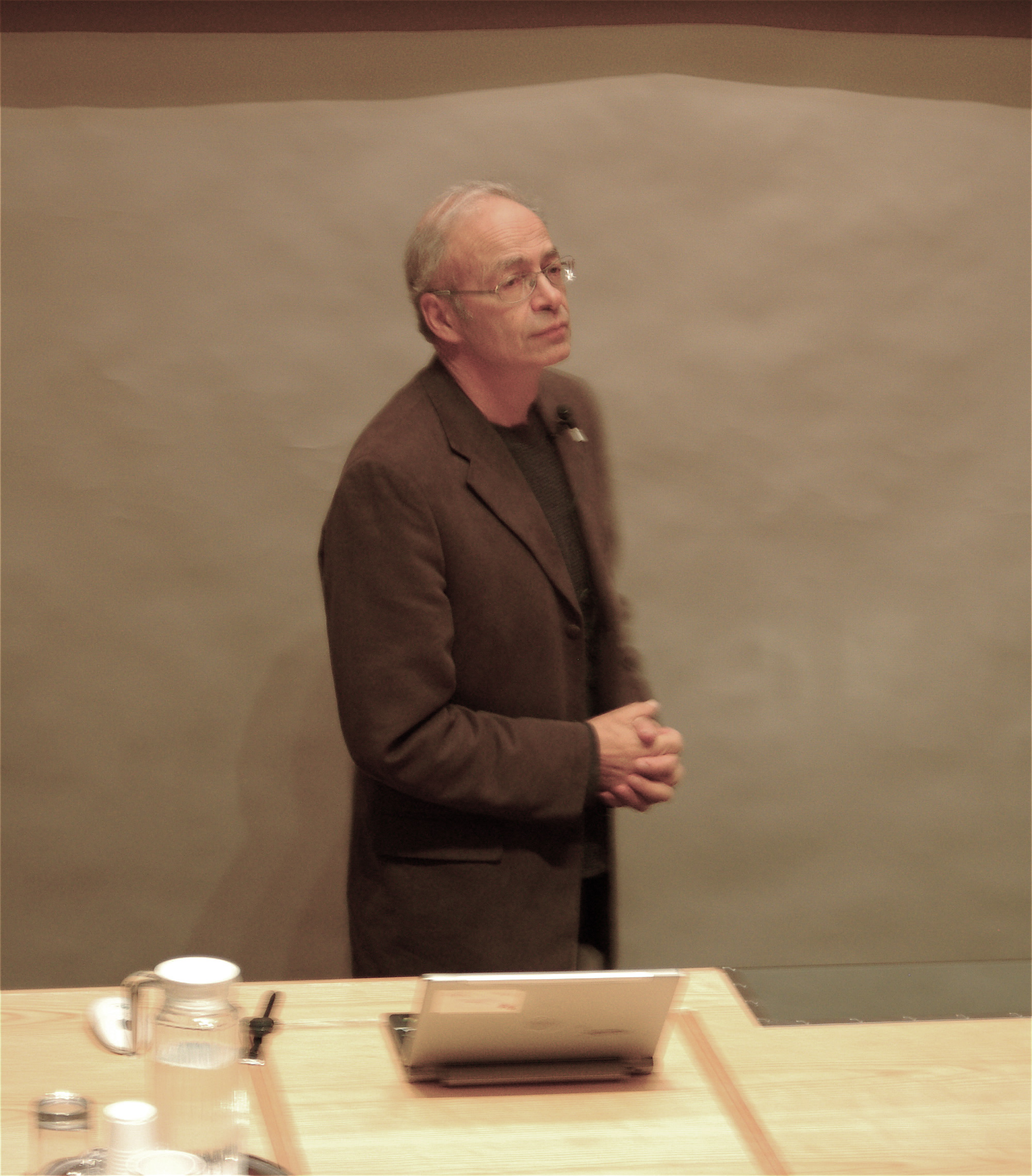
Den australiske filosofen Peter Singer var en framstående förespråkare av preferensutilitarism, men i sin bok The Point of View of the Universe (2014) berättar han att han ändrat uppfattning till hedonistisk utilitarism.

Ofta formuleras utilitarismens mål felaktigt som största möjliga mängd av det goda åt största möjliga antal. Detta antyder dock att den utilitaristiska måttstocken har två variabler: mängd av det goda respektive antalet personer som upplever (etc.) detta goda. Istället gäller dock maximeringen den sammanlagda mängden av det goda, till exempel lycka. Eftersom man tänks addera skilda personers lycka (etc.) så får antalet personer visserligen betydelse i den mån det påverkar summan av lycka, men om förändringar i antal kompenseras av förändringar i personers lyckonivå så saknar de betydelse. Däremot kan det rent praktiskt, på grund av avtagande marginalnytta, vara en framkomligare väg att maximera den sammanlagda mängden genom att öka det stora flertalet personers lyckonivåer istället för att göra några få personer extremt lyckliga.

## Subjektiv kontra objektiv konsekventialism
En skiljelinje går mellan objektiva och subjektiva konsekventialister. En objektiv konsekventialist menar att det är det faktiska utfallet som är moraliskt relevant. En subjektiv konsekventialist menar att det är vad den handlande agenten tror – eller rationellt borde tro – kommer att bli utfallet som är relevant.

## Negativ utilitarism
Negativ utilitarism är en konsekventialistisk och teleologisk etiklära som bygger på utilitarismen men som till skillnad från utilitarismen menar att det etiskt rätta valet är det som minimerar lidandet för det största antalet.

## Kritik av utilitarism

### Alltför krävande
Då utilitarismen är en konsekventialism gäller de invändningar vi finner där men också nya. Är kanske läran för krävande; skulle vi inte alla kunna göra mer för våra medmänniskor? Borde vi kanske ge bort så mycket som möjligt av vad vi har, trots att vi om vi skulle ge bort mer skulle hamna i en sämre position än våra medmänniskor? Mot detta kan en utilitarist invända att kraven är höga men inte oriktiga. Utilitarismen är också kommunisters och andra diktatoriska förespråkares favoritetik eftersom det ser det som rätt att döda hundratusentals i syfte att skapa lycka åt miljontals.

### Utilitarismen ringaktar jämlikhet
Jämlikhet är också en punkt på vilken utilitarismen kan ifrågasättas. Antag att det kommer in tre trafikskadade till ett sjukhus. En av patienterna är svårt skadad, de två andra lättare skadade. Resurserna är knappa. Tillgängliga vårdresurser kan antingen användas så att samtliga blir rullstolsbundna eller så att den svårt sjuka blir permanent sängbunden medan de två andra blir helt friska. Kanske blir mängden lycka i världen större om de två blir helt friska, men är detta något vi är beredda att acceptera? En utilitarist måste dock i ett samhälle ta hänsyn till hur alla medborgare påverkas, inte bara till situationen i sig. Tryggheten för alla samhällsmedborgare i att tro att man kommer att räddas på sjukhuset om man har livshotande skador är en tung faktor att väga in i det ovanstående dilemmat. 
Kanske finner vi också jämlikhetsprincipen ifrån ovan mer tilltalande om den tillämpas på saker där den avtagande marginalnyttan är tydligare, till exempel för pengar. För en svensk är kanske en lottovinst på 100 kronor inget man hoppar högt över medan det för en u-landsinvånare kan betyda väldigt mycket. Kanske kan man begära att den rikare i alla fall ska omfördela en del av sitt överskott så att det skapar mer gott i världen.

### Kalkylerande hållning
En invändning mot utilitarismen är om inte den kalkylerande hållningen är ett hot mot kärlek och vänskap. Vill vi inte att våra vänner ska vara våra vänner även om det goda i världen skulle öka om de tog avstånd från oss? Peter Singer har argumenterat för att lyckan faktiskt blir större om man särbehandlar sin familj och sina närmaste till viss del, men att lyckan inte blir större om man särbehandlar människor i samma nation. Ens barn behöver ofta ens omtanke mer än de flesta andra. Många utilitarister svarar även att en "kalkylerande hållning" inte är sämre än alternativet, en känslomässig hållning. Varför skulle det vara sämre att noga tänka igenom alla konsekvenser av sina handlingar och noga värdera den tillförda nyttan, än att handla på grundval av känslor?

### Mätproblem
Inte heller finns det någon oomtvistad metod för att mäta det goda och jämföra olika människors lycka eller välbefinnande. En utilitarist kan dock svara att det faktiskt finns många sätt att mäta "det goda" på inom psykologisk och samhällsvetenskaplig forskning, till exempel senare års lyckoforskning. Vidare kan människors preferenser studeras med hjälp av metoder som avslöjade preferenser. Någon form av jämförelser måste alltid göras när man skall avgöra fördelningen av begränsade resurser eller insatser. 

### Utilitarismen respekterar inte individen
John Rawls är en av de moderna filosofer som kritiserat utilitarismen hårt. Framför allt utifrån tre punkter.
1. Utilitarismen bortser från att varje människa är en egen individ (Jfr slavarbete ger lycka för slavägaren men olycka för slaven). 
2. Rättvisa måste gå före lycka och välfärd – utilitarismen definierar rätten i termer av det goda. Moralen i handling bedöms efter förmågan att minska/öka lycka. Rawls vill ha en teori som är neutral i förhållande till olika ideal och strävanden.
3. Utilitarismen skulle acceptera att en minoritet förtrycks.